# Matthias Buchinger
Matthias Buchinger (2.6.1674 - 17.1.1740), thỉnh thoảng còn được gọi trong tiếng Anh là Matthew Buckinger, là một nghệ sĩ vẽ tranh bằng miệng và chân, nhà ảo thuật, nhà thư pháp người Đức mà sinh ra không có cánh tay lẫn cẳng chân và chỉ cao 29 in (74 cm). Buchinger đặc biệt nổi tiếng vẽ chữ thật nhỏ.

## Tiểu sử
Buchinger sinh ra ở Ansbach, Đức, không có cánh tay hoặc cẳng chân. Là một nghệ sĩ và người biểu diễn, ông "đi khắp Bắc Âu để giải trí vua chúa và quý tộc" và được biết đến như "một nhân vật vĩ đại Đức" và "người đàn ông nhỏ bé từ Nürnberg ". Ông đã đi đến Anh cố gắng để được gặp vua George I nhưng không thành công, sau đó ông sang Ireland, nơi ông đã biểu diễn trước công chúng, ở Dublin vào năm 1720 và ở Belfast vào 1722. Buchinger đã kết hôn bốn lần và đã có ít nhất 14 người con (với tám phụ nữ). Ông cũng được đồn đại là đã có con với 70 tình nhân khác. Tiếng tăm Buchinger phổ biến trong thập niên 1780 đến nỗi thuật ngữ "giầy của Buckinger" tồn tại ở Anh là một uyển ngữ cho từ âm đạo (vì " chân tay " duy nhất mà ông có là dương vật của ông).
Buchinger mất ở Cork.

## Tài nghệ
Mặc dù ông có bàn tay nhỏ có phần như vây cá, chạm khắc của ông cực kỳ chi tiết. Một trong những điêu khắc, một chân dung tự họa, rất chi tiết đến nỗi mà khi xem xét kỹ lưỡng các lọn tóc của ông trong tranh, người ta thấy được trên thực tế đó là bảy thánh vịnh trong Kinh Thánh và Kinh Lạy Cha, ghi bằng chữ thật nhỏ.
Tuy có khuyết tật Buchinger rất linh hoạt. Ông là một nhà ảo thuật tài năng, làm cho những quả bóng biến mất từ dưới cốc và các con chim xuất hiện từ hư không. Người ta cũng nói rằng không thể đánh bại được ông khi chơi bài và khán giả bị mê hoặc bởi tài thiện xạ của ông. Buchinger lại thích xây tàu trong một chai.
Về kỹ năng âm nhạc của Buchinger, ông có thể chơi nhiều nhạc cụ, một số trong đó ông tự chế ra.